# محمدطاهر نصرآبادی
محمدطاهر نصرآبادی (زادهٔ ۱۰۲۷ ه‍.ق) اهل ناحیهٔ نصرآباد اصفهان است. خاندان وی خاندانی مشهور و دارای اعتبار و احترام بوده است.

## زندگی‌نامه
او مقداری از تحصیلات علوم را گذرانیده و سفری به مکه و عتبات و سپس مشهد رفت. او در طول زندگی با ادبا و شعرای بسیاری مرتبط بود که از همه مشهورتر صائب تبریزی است. شهرت نصرآبادی از مرزهای ایران فراتر رفته بود در منطقه ماورالنهر و عثمانی و هند نیز وی را شناخته و شاعران اشعار خود را برای وی ارسال می‌کردند.
نصرآبادی خود علاوه بر اینکه ادیب بود شعر نیز می‌سرود.

## کتاب‌شناسی

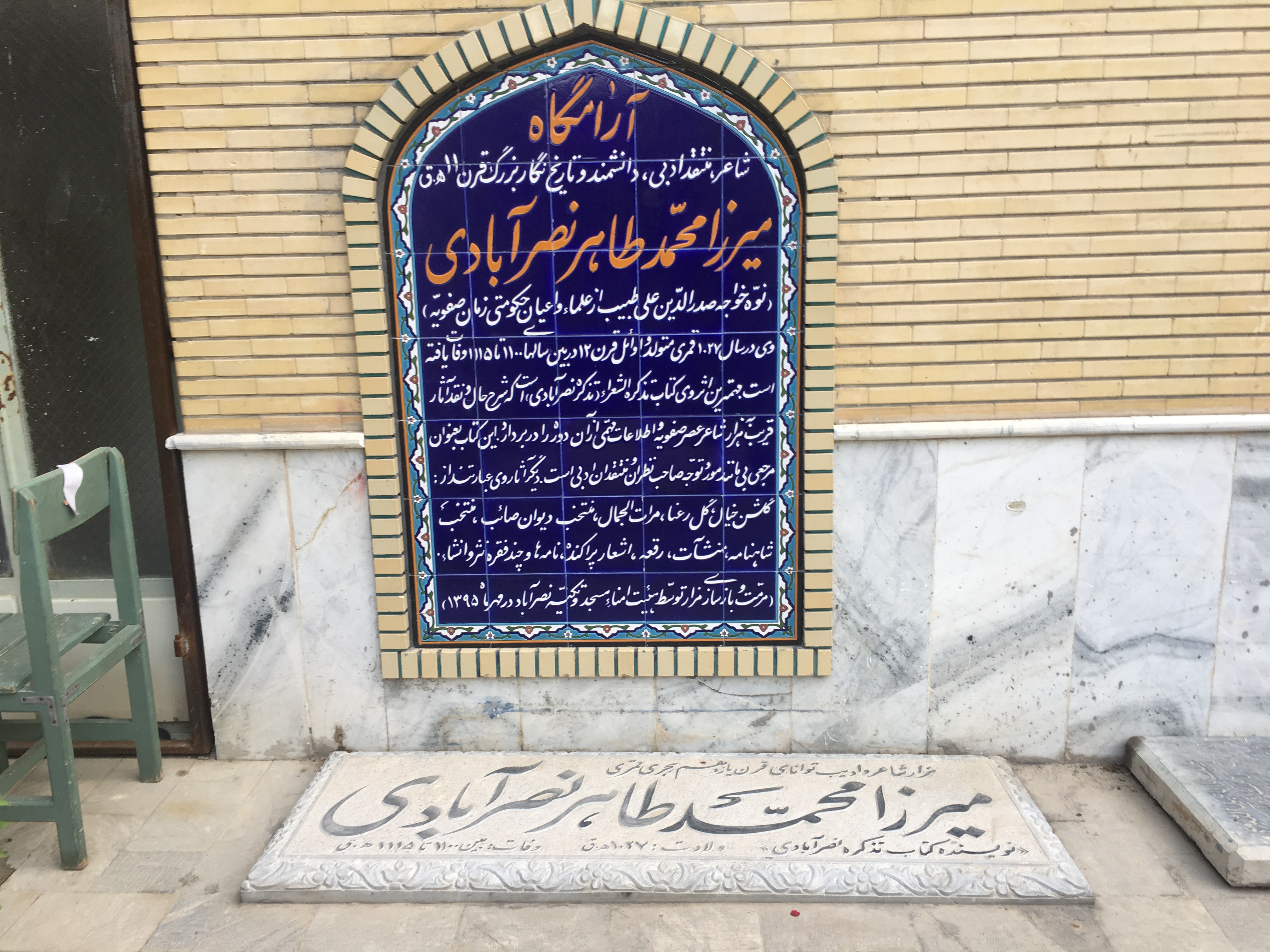
آرامگاه محمد طاهر نصرآبادی در تکیه نصرآباد اصفهان

## تذکره الشعراء
مشهورترین تألیف نصرآبادی تذکره الشعراء می‌باشد که این اثر را در سال ۱۰۷۲ هجری قمری نوشته است و در بسیاری موارد از تذکره الشعرای وی به «تذکره نصرآبادی» یاد می‌شود. این تذکره حاوی شرح حال صدها تن از شاعران و عالمان و خوشنویسان و ادبای معاصر وی در قرن ۱۱ قمری است و از حیث اطلاعات اجتماعی نیز حاوی اطلاعات ارزنده‌ای است. این تذکره به زبان فارسی نوشته شده و یک مرتبه توسط وحید دستگردی در سال ۱۳۱۷ شمسی و دیگر بار با تصحیح محسن ناجی نصرآبادی در سال ۱۳۷۸ شمسی توسط نشر اساطیر تهران در دو جلد منتشر شد. اگر چه چاپ اساطیر زیباتر است ولی تصحیح و مقدمه وحید دستگردی بسیار عالمانه تر می‌باشد.

## فرزند
یکی از فرزندان نصرآبادی به نام بدیع الزمان از ادبای عصر خود بوده است.

## درگذشت
از وفات میرزا طاهر اطلاعی در دست نیست ولی می‌دانیم که وی در سال ۱۰۸۸ ق زنده بوده است.